# Brogueira
Brogueira – wieś w Portugalii, w regionie Santarém, w gminie Torres Novas. W 2011 miejscowość była zamieszkiwana przez 1112 mieszkańców.